# Ubaldo Visconti
Pour les articles homonymes, voir Visconti.
Ubaldo Visconti di Eldizio (... – mort en 1230), dit également parfois Ubaldo Ier, pour le distinguer de son neveu et homonyme, Ubaldo Visconti de Gallura. Il est Podestat de Pise de 1214 à 1217 puis de 1227 à 1228, et dirigeant de facto du Judicat de Cagliari.

## Biographie

### Origine familiale
Ubaldo est un membre de la famille des  Visconti (it) de la république de Pise. Son grand père Alberto Visconti fut patrice de la cité toscane charge qu'assume également son père Eldizio Visconti lequel est également consul en 1184-1185. Ubaldo et son frère Lamberto Visconti exercent aussi la charge de Patrice et également celle de Podestà. Leur grand-mère fut une certaine Aligarda et leur mère une fille anonyme de Pietro Torchitorio III de Cagliari. Cette union est à l'origine des revendications de Lamberto sur ce Judicat.

### Interventions en Sardaigne
Vers 1200 sur ordre de la république de Pise Ubaldo Visconti mène une troupe destinée à venir en aide à Guillaume de Massa, juge de Cagliari, dans sa guerre contre Comita de Torres Juge de Logudoro, jusqu'à ce que les deux juges s'accordent pour faire la paix.
En 1212 à Pise éclate un conflit interne entre la faction des pro-Visconti et une autre anti-visconti. Vers la mi janvier 1213 les forces anti-visconti pisanes sous la conduite de Guillaume de Massa c'est-à-dir Salusio IV Juge de Cagliari et marquis de Massa qui s'appuie sur Massa, Pistoia, ainsi que la milice de son beau-père Guido Guerra III et qu'un parti d'habitants de Lucques sont défaits près de la rivière Frigido par les troupes d'Ubaldo Podesta déchu de Pise et de Goffredo Musto Visconti qui commandaient une armée composés principalement de citoyens exilés de Pise et de Lucques. Après la victoire les Visconti s'emparent du gouvernement de la république de Pise où ils nomment quatre recteurs, dont l'un appartient à la coterie des Visconti. En 1214 Ubaldo devenu Podestat de Pise (1214-1217) et son frère Lamberto saisissent l’occasion pour lancer una offensive contre les Judicats de Cagliari et Arborée, mais ils se heurtent aux forces du Juge Comita de Torres soutenu par la République de Gènes. La guerre continue sur mer, mais cesse grâce à l'intervention du Pape 
Honorius III qui oblige Comita à faire la paix avec Pise en 1217.
En 1215, mettant profit la faiblesse de Benedetta de Cagliari et de son époux Barisone III d'Arborée
Lamberto Visconti qui contrôlait déjà depuis 1207 la Judicat de Gallura du droit de son épouse Elena de Lacon-Gunale, rassemble une vaste flotte et débarque avec une armée à Cagliari, où il occupe la colline dominant la cité qui deviendra ensuite le « château de Castro di Cagliari », et la fortifie. Il laisse à son frère Ubaldo Ier, le soin de conquérir le reste du territoire du Judicat. La Juge est contrainte de fuir sa capitale et de se réfugier dans l'intérieur du Judicat. En 1217 Ubaldo contraint Benedetta à renoncer formellement à l'autonomie du Judicat et à le recevoir comme vassale du Consul de la république de Pise.
Toutefois des émeutes éclatent à Cagliari opposant sardes et les pisans. Benedetta et son mari Barisone III d'Arborée (Torchitorio IV de Cagliari) mettent à profit la situation pour s'allier avec le Juge Comita de Torres et avec la république de Gènes dans le but de rejeter l'influence de Pise. Dans l’entre-temps Benedetta de Cagliari devient veuve, et Ubaldo la contraint d'épouser le 9 avril 1220 malgré les vives protestations pontificales son frère Lamberto Visconti opportunément veuf de son épouse Elena de Gallura.
Ubaldo Visconti qui contrôlait Cagliari de facto depuis 1215 redevient Podestat en 1227-1228 et meurt en 1230. Son neveu, le fils de Lamberto, Ubaldo II occupe immédiatement le Judicat de cagliari. Giovanni le fils d'Ubaldo Visconti, héritera de Gallura en 1238 après la mort de son cousin.